# 나잇어클락
나잇어클락은 대한민국의 음악 그룹이다. 2012년 1집 앨범 [Night O`Clock #1]으로 데뷔했다.

## 방송
- 스타 오디션 위대한 탄생 3 (2012) - Top71

## 음반
- Night O'Clock #1 (2012)
- Night O'Clock #2 (눈물부신) (2013)
- 동해 드라이브 (2013)
- 세상을 바꾸는 12% (2013)
- 2014 오월창작가요제 실황음반 (2014)
- 순이 (2014)
- 나잇어클락#5 - 찬바람 (2014)
- 나잇어클락#6 (2015)
- Night O'Clock#7 남해드라이브 (2021)